# Зеликин, Самарий Маркович
Сама́рий Ма́ркович Зели́кин (18 марта 1931, Лисичанск — 23 декабря 2007, Москва) — советский и российский кинорежиссёр-документалист и сценарист. Заслуженный деятель искусств РФ (1997). Член Союза кинематографистов России, член Правления Гильдии кинорежиссёров России, член Союза журналистов СССР. Академик Киноакадемии «Ника», Евразийской и Международной Академии радио и телевидения.

## Биография
С. М. Зеликин родился 18 марта 1931 года в Лисичанске (ныне Луганской области Украины).
Окончил факультет журналистики ХГУ (1953). С 1958 по 1968 годах режиссёр и сценарист Харьковской студии телевидения (1958—1968), затем ТО «Экран» ЦТ. Вместе с Леонидом Гуревичем руководил мастерской документального кино на Высших режиссёрских курсах.

## Фильмография
- 1958 — У наших друзей моряков
- 1959 — Книга дружбы
- 1961 — Слово об Украине
- 1965[1] — По законам нашего завтра
- 1965 — Тореадоры из Васюковки — (режиссёр)
- 1966 — Живёт человек на окраине
- 1967 — Революция продолжается — (автор сценария, режиссёр)
- 1967 — Шинов и другие — (автор сценария, режиссёр, комментатор)
- 1968 — С фронта на фронт — (автор сценария, режиссёр)
- 1968 — Мы — молодая гвардия — (автор сценария, режиссёр)
- 1971 — Труды и дни Терентия Мальцева — (автор сценария, режиссёр)
- 1972 — Дорога комиссара Ефремова — (автор сценария, режиссёр)
- 1973 — Фотография на память — (режиссёр)
- 1974 — Сохранить и умножить — (автор сценария, режиссёр)
- 1974 — Путина — (режиссёр)
- 1975 — В краю ювелиров — (режиссёр)
- 1975 — Какого цвета лето? — (автор сценария, режиссёр)
- 1975 — Аз, буки, веди — (режиссёр)
- 1976 — Ребячьи комиссары — (цикл из 4-х фильмов; автор сценария, режиссёр)
- 1977 — Воспоминание об «Искателе» (режиссёр)
- 1978 — Обычный космос — (режиссёр)
- 1978 — Кубинские портреты — (режиссёр)
- 1979 — Неоконченный репортаж — (соавтор сценария, режиссёр)
- 1979 — Дороги в Перу — (соавтор сценария, режиссёр)
- 1981 — Кто у вас глава семьи — (режиссёр)
- 1981 — Семейный круг — (цикл из пяти фильмов, совместно с А. Е. Габриловичем)
- 1982 — На всю жизнь — (автор сценария, режиссёр)
- 1984 — В небе и на земле. Десять лет из жизни Чкалова — (автор сценария, режиссёр)
- 1984 — Стратегия победы — Фильм 13-й. Победная весна
- 1985 — Поговорим начистоту — (режиссёр)
- 1985 — Захотите — заходите — (режиссёр)
- 1985 — Вахта: аргументы в споре — (режиссёр)
- 1985 — Дешины. Семейный портрет — (режиссёр, совместно с А. Е. Габриловичем)
- 1986 — Дом, который построил МЖК — (режиссёр)
- 1987 — Чем пахнут деньги? — (автор сценария, режиссёр)
- 1988 — Что я могу сделать один? — (автор сценария, режиссёр)
- 1989 — Перед выбором — (автор сценария, режиссёр)
- 1990 — Кошачьи радости — (автор сценария, режиссёр)
- 1995 — Человек меняет кожу — (автор сценария, режиссёр)
- 1999 — «ЦТ возвращается» (цикл телепрограмм на канале «ТВ Центр» о лучших передачах Центрального телевидения СССР; автор сценария, ведущий, режиссёр)[2][3][4]
- 2000 — Екатерина Великая — (автор сценария, режиссёр)
- 2005 — Эвакуация[5][6] (режиссёр)

## Награды и премии
- за фильм «Тореадоры из Васюковки» Гран-при в Мюнхене и приз в Аделаиде (Австралия)
- приз Союза кинематографистов ГДР на международном кинофестивале в Лейпциге за фильм «Кубинские портреты»
- приз города Лейпциг на международном кинофестивале в Лейпциге за фильм «Дороги в Перу»
- приз Союза кинематографистов за фильм «Шинов и другие»
- призы Всесоюзных телефестивалей за фильмы «Шинов и другие», «С фронта на фронт», «Сохранить и умножить»
- приз «Орлёнок» ЦК ВЛКСМ за фильм «Фотография на память»
- премия Ленинского комсомола (1978) — за фильм «Обычный космос»
- заслуженный деятель искусств РФ (1997)